# Georgios Gennimatas
Georgios Gennimatas (in greco Γεώργιος Γεννηματάς?; 1873) è stato un velocista greco.

## Biografia
Partecipò alle gare di atletica leggera delle prime Olimpiadi moderne che si svolsero ad Atene, nei 100 metri piani, classificandosi quarto nelle batterie preliminari.